# Marknadsföreningen i Göteborg

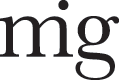

Marknadsföreningen i Göteborg, även MiG, var en förening för personer som arbetar med marknadsföring. Föreningen syftade till att ge medlemmarna möjlighet att knyta kontakter och att utbyta erfarenheter. Föreningen hade som mest cirka 2000 medlemmar, främst i och kring Göteborg. 
Vid reklamutställningen på Svenska Mässan i Göteborg 1933 bildades Göteborgs reklamförening, GRF. GRF ändrade sitt namn 1956 till Göteborgs Försäljnings- och Reklamförening, GFR. Marknadsföreningen i Göteborg fick sitt nuvarande namn 1968.
Föreningen utsåg bland annat Göteborgsambassadörer tillsammans med Göteborg & Co.
Janne Björge är ordförande och Kristina Cohn Linde var tidigare vd. 
På våren 2023 togs beslutet att lägga ner föreningen - något som formellt sett dock även kräver beslut på ytterligare ett medlemsmöte.